# Церковь Вознесения (Коломна)
Церковь Вознесения Господня в Кузнечной слободе — православный храм в городе Коломне Московской области, в районе Старая Коломна. Относится к 1-му Коломенскому благочинию Коломенской епархии Русской православной церкви.

## История
Первые упоминания о храме содержатся в Писцовых книгах, которые относят её к 1578 году, тогда она называлась Вознесенской церковью в Кузнечной слободе. Современная церковь и колокольня построены в 1792—1799 годах на средства прихожан. Проект церкви предположительно принадлежит архитектору Матвею Казакову. В 1815 году было окончено строительство трапезной с двумя тёплыми приделами в честь великомучениц Варвары и Екатерины. В конце XVIII — начале XIX веках храм был расписан, через столетие — расписан заново. Около одноимённых приделов представлены ростовые фрески великомучениц Варвары и Екатерины. Сохранился первоначальный деревянный семиярусный иконостас 1797 года с колоннами. Частично сохранились накладная объёмная резьба и несколько икон.
До революции при храме существовал фонд, основной задачей которого было обеспечение девиц из малоимущих семей приданным. Из-за этого храм получил в народе именование — храм невест.
В 1929 году церковь была закрыта и приспособлена под склад. В 1995 году храм был возвращён Русской православной церкви. В 2022 году был освящён великим чином.

## Архитектурные особенности
Церковь Вознесения построена в стиле классицизма. «Основной объём храма состоит из двусветной купольной ротонды с примыкающими к ней пониженными равновеликими помещениями алтаря и притвора. Спокойную гладь ротонды оживляют небольшие двухколонные тосканские портики боковых дверей и „разорванные“ фронтончики над окнами, интерпретирующие формы московского барокко. Обработка других частей здания пластически более выразительна и нарядна. Широко употребляется ленточный руст». «Композиция Вознесенской церкви, рисунок её ворот и ограды отличаются изяществом, а пластический декор — большой тонкостью».
По композиции церковь Вознесения близка к московским церквям, построенным Матвеем Казаковым: Косьмы и Дамиана на Маросейке и Вознесения на Гороховом поле.

## Святыни
- Частица мощей великомученицы Екатерины,
- Частица мощей великомученицы Варвары,
- Рака с частью мощей и облачения святителя Луки архиепископа Симферопольского и Крымского,
- Икона святителя Спиридона с частицей тапочка с его ноги, а также частица его мощей,
- Крест с частицей в ковчеге Животворящего Креста,
- Икона преподобного Алексея человека Божиего с частицей его мощей,
- Икона блаженной Матроны Московской с частицей ее мощей,
- Икона святителя Николая Мирликийского с частицей его мощей,
- Икона великомученика Георгия Победоносца с частицей его мощей,
- Храмовая икона с изображением святителей Филарета и Феодосия (в середине храм Вознесения Господня) с частицами их мощей,
- Икона мучениц Нины, Анастасии, Виктории с частицей мощей мученицы Виктории Кордубской,
- Икона с изображением преподобных Серафима Саровского и Паисия Святогорца[5].